# Čestmír Císař

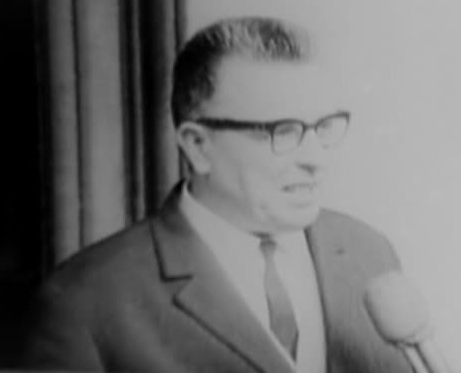
Čestmír Císař (1968)

Čestmír Císař (* 2. Januar 1920 in Hostomitz; † 24. März 2013 in Prag) war ein tschechoslowakischer Politiker.

## Leben
Císař besuchte zunächst von 1931 bis 1936 das Gymnasium in Dux, studierte von 1936 bis 1939 in Dijon, arbeitete nach dem Krieg als Angestellter in der Prager Versicherung und absolvierte anschließend das philosophische Institut an der Karls-Universität Prag.
1945 trat er der Kommunistischen Partei bei, bekleidete dort bis 1952 die Stelle eines Mitarbeiters des Zentralkomitees und sah seine Hauptaufgabe darin, die Stellung der Partei zu festigen. Von 1952 bis 1957 war er als Sekretär der Partei in Westböhmen an der brutalen Niederschlagung der Streiks gegen die Währungsreform 1953 beteiligt.
1957 wurde er zunächst als Vertreter des Chefredakteurs der Parteizeitung Rudé právo nach Prag berufen. 1961 übernahm er dann bis 1963 die Chefredaktion der Monatszeitschrift Nová mysl. Es folgte für ein halbes Jahr die Funktion des Sekretärs des Zentralkomitees, bevor er 1963 zum Minister für Schulwesen berufen wurde. Da er liberale Ansichten vertrat, versetzte man ihn 1965 als Botschafter nach Bukarest.
Auf Geheiß des neuen Parteichefs Alexander Dubček kehrte Císař Anfang 1968 im Verlauf des Prager Frühlings in die Tschechoslowakei zurück. Nachdem der vormals „starke Mann“ Antonín Novotný auch als Staatspräsident zurückgetreten war, gehörte er zu den Kandidaten für dessen Nachfolge, konnte sich aber trotz großer Unterstützung vor allem in Studentenkreisen nicht gegen Ludvík Svoboda durchsetzen. Im April wurde er zum Sekretär des Zentralkomitees der kommunistischen Partei für Bildung, Wissenschaft und Kultur berufen und im Juli zum Vorsitzenden des tschechischen Nationalrats gewählt. 1969 wurde er abgesetzt und ein Jahr später aus der Partei ausgeschlossen. Die anschließenden zwölf Jahre seines Arbeitslebens arbeitete er im staatlichen Institut der Kulturpflege.
Ende der 1980er Jahre wurde er wieder aktiv und gründete den Klub für den sozialen Umbau Obroda. Er wollte nach der Samtenen Revolution gemeinsam mit Vojtěch Mencl eine Stellung in der neuen Regierung einnehmen, scheiterte jedoch am Einspruch vom Bürgerforum.
Nach dem Rücktritt von Gustáv Husák bewarb er sich erneut um den Posten des Staatspräsidenten, verzichtete dann aber zugunsten von Václav Havel. Belohnt wurde sein Verzicht 1991 durch die Stelle eines Botschafters beim Europarat und Sonderberater beim Außenminister Jiří Dienstbier. Auf Druck der Bevölkerung musste er die Posten wieder abgeben.

## Werke
Als Publizist veröffentlichte Císař Fachbeiträge über Kunst.

### Memoiren
- Člověk a Politik, Kniha vzpomínek a úvah (1998)